# Климовка (Амурская область)
Кли́мовка — село в Ромненском районе Амурской области, Россия. Входит в Рогозовский сельсовет.

## География
Село Климовка стоит на левом берегу реки Белая (левый приток реки Зея).
Село Климовка расположено к юго-западу от районного центра Ромненского района села Ромны, автомобильная дорога идёт через Вознесеновку, Новороссийку и Поздеевку, расстояние до райцентра — 67 км.
Расстояние до административного центра Рогозовского сельсовета села Рогозовка — 8 км (на юг).

## Население
| 2002 | 2010 | 2012 | 2013 | 2014 | 2015 | 2016 |
| ---- | ---- | ---- | ---- | ---- | ---- | ---- |
| 78   | ↘31  | ↘29  | →29  | →29  | ↗30  | ↘26  |
| 2017 | 2018 |      |      |      |      |      |
| →26  | ↘21  |      |      |      |      |      |

По данным переписи 1926 года по Дальневосточному краю, в Климовке числилось 238 хозяйств и 1248 жителей (620 мужчин и 628 женщин), из которых преобладающая национальность — украинцы (135 хозяйств).